# Yumiko
Yumiko là một tên dành cho nữ ở Nhật Bản.

## Cách viết
Yumiko có thể được viết bằng các ký tự kanji khác nhau và mang nhiều ý nghĩa khác nhau:
- 弓子, "Cúi đầu, đứa trẻ"
- 由美子, "Lý do / nguyên nhân, sắc đẹp, con"
- 結 実, "kết quả, con"
- 実, "buổi tối, trái cây, trẻ em"
- 優美子, "Dịu dàng, xinh đẹp, trẻ con"
- 悠美子, "trường tồn, sắc đẹp, trẻ con"
- 祐美子, "giúp đỡ, làm đẹp, trẻ em"
- 由実子, "lý do / nguyên nhân, trái cây, trẻ em"
- 有美子, "tồn tại / sở hữu, sắc đẹp, trẻ em"
- 夕美子, "buổi tối, sắc đẹp, trẻ em"
- 友美子, "bạn, sắc đẹp, trẻ con"
- 裕美子, "Giàu, đẹp, con"
- 勇美子, "dũng cảm, xinh đẹp, trẻ con"

Tên cũng có thể được viết bằng hiragana hoặc katakana.

## Những người mang tên
- Yumiko Abe (), một đô vật chuyên nghiệp Nhật Bản
- Yumiko Ashikawa (祐美子), một ca sĩ-nhạc sĩ người Nhật
- Yumiko Cheng (), một ca sĩ Cantopop Hồng Kông
- Yumiko Fujita (), một nữ diễn viên Nhật Bản
- Yumiko Fukushima, phát thanh viên
- Yumiko Hara (裕美子), một vận động viên marathon Nhật Bản
- Yumiko Hosono (佑 美), một nữ diễn viên, diễn viên và ca sĩ người Nhật Bản
- Yumiko Hotta (美), một đô vật chuyên nghiệp và võ sĩ hỗn hợp người Nhật
- Yumiko Igarashi (み), một họa sĩ truyện tranh Nhật Bản
- Yumiko Kobayashi (), một nữ diễn viên lồng tiếng Nhật Bản
- Yumiko Kokonoe (三), một nữ diễn viên Nhật Bản
- Yumiko Kosaka (由美子), một ca sĩ Nhật Bản
- Yumiko shima (弓子), một họa sĩ truyện tranh Nhật Bản
- Yumiko Nakagawa, một cô gái Nhật Bản ở trung tâm của một cuộc tranh cãi ở Okinawa
- Yumiko Shaku (), một nữ diễn viên và người mẫu Nhật Bản
- Yumiko Shibata (), một nữ diễn viên lồng tiếng Nhật Bản
- Yumiko Suzuki (định hướng), nhiều người
- Yumiko Takeshima (竹島 由美子), một nhà thiết kế trang phục Nhật Bản, vũ công ba lê, và người sáng lập trang phục khiêu vũ YUMIKO
- Yumiko Kayukawa (粥川由美子) một họa sĩ, họa sĩ, người bảo vệ động vật Nhật Bản, blogger, nhà tiểu luận, cựu họa sĩ truyện tranh tuổi teen

## Nhân vật hư cấu
- Yumiko Kusaka (友 美), một nhân vật trong tiểu thuyết, phim và manga Battle Royale
- Yumiko Shirasagi (弓子), một nhân vật trong loạt tiểu thuyết Digital Devil Story và trò chơi video chuyển thể Câu chuyện quỷ kỹ thuật số: Megami Tensei
- Yumiko Takagi (由美子), một nhân vật trong bộ anime và manga Hellsing
- Yumiko Sakaki (由美子), một nhân vật trong loạt tiểu thuyết hình ảnh Grisaia
- Yumiko (), một nữ nhân vật người Mỹ gốc Nhật trong loạt truyện tranh The Walking Dead
- Yumiko "Hibana" Imagawa (川), một nhân vật trong sê-ri trò chơi video Tom Clancy's Rainbow Six Siege, biệt danh là Hibana (Spark).
- Yumiko, một nhân vật trong trò chơi chiến đấu, Brawlhalla.